# Дейвид Клафъм
Дейвид Клафъм (на английски: David Clapham) е пилот от Формула 1. Роден е на 17 май 1931 година в Роумарш, Великобритания.

## Формула 1
Клафъм прави своя дебют във Формула 1 в Голямата награда на ЮАР през 1965 година. В световния шампионат записва 1 състезание, като не успява да спечели точки. Състезава се с частен Купър.